# What a Baby Did
What a Baby Did è un cortometraggio muto del 1914 diretto da Al E. Christie. Prodotto dalla Nestor e distribuito dall'Universal Film Manufacturing Company, aveva come interpreti Eddie Lyons, Victoria Forde, Lee Moran, Stella Adams e Russell Bassett.

## Trama
Quando Eddie vede per la prima volta Victoria, sente che è lei la ragazza giusta, quella alla quale lui dedicherà tutta la vita. Comincia a seguirla e a spiarla. Un giorno, però, davanti alle porte di un grande magazzino, vede con disperazione che la ragazza che ama porta a spasso un bebè. Lei, fidandosi di lui, gli affida il piccolo per poter entrare a fare delle spese. Rimasto solo con il bambino, Eddie non sa cosa fare quando questi si mette a piangere; decide così di andare alla ricerca dalla ragazza. Lei, nel frattempo, finite le commissioni, è tornata ma non vede più i due. Presa dall'ansia, va a cercarli nella nursery del negozio dove incontra Eddie. Lui le spiega cos'è successo e si offre di andare a riprendere il piccolo. Ma la balia della nursery si sbaglia e gli dà un bebè nero. Lui, dopo essersi accorto dell'errore, scappa via. Victoria, in preda a un attacco isterico, lo insegue. L'equivoco viene risolto e lo scambio dei bambini viene corretto. Ora Eddie sente la sua bella dichiarargli che la sorella non dovrà mai sapere cosa è successo quel pomeriggio al figlioletto. Felice di aver scoperto che Victoria non ha figli, Eddie si offre di accompagnare a casa zia e nipote.

## Produzione
Il film fu prodotto dalla Nestor Film Company.

## Distribuzione
Distribuito dall'Universal Film Manufacturing Company, il film - un cortometraggio di una bobina - uscì nelle sale cinematografiche statunitensi il 13 marzo 1914.